# Kleió
Kleió (latinsky Clio, řecky Κλειώ, tj. Oslavující) je v řecké mytologii dcerou nejvyššího boha Dia a bohyně paměti Mnémosyné. Je Múzou dějepisectví.
Je jich devět, takto k nim přináleží jednotlivá umění:
| jméno       | umění                      | atributy                                                      |
| ----------- | -------------------------- | ------------------------------------------------------------- |
| Kalliopé    | epické básnictví           | mívala voskové tabulky a rydlo                                |
| Euterpé     | hudba                      | zobrazována jako dívka s flétnou                              |
| Erató       | milostná poezie            | zobrazována s lyrou v levé ruce a s Erótem                    |
| Thália      | veselé básnictví a komedie | mívala divadelní škrabošku a pastýřskou hůl                   |
| Melpomené   | tragédie                   | mívala tragickou masku a hlavu zdobenou břečťanem             |
| Terpsichoré | tanec                      | mívala lyru                                                   |
| Kleió       | dějepisectví               | mívala svitek rukopisu                                        |
| Úrania      | astronomie                 | mívala globus                                                 |
| Polyhymnia  | hymnický a sborový zpěv    | neměla žádné symboly, bývala zobrazována zahalená a zamyšlená |

V nejstarších textech jsou uváděny ještě tři zcela odlišné Múzy jménem Meleté - „Pečlivost“, Mnémé - „Paměť“ a Aoidé - „Zpěv“.
Všechny jsou krásné jako bohyně, ušlechtilé, vystupují většinou ve sboru. Žijí s bohy na Olympu, milují tanec a zpěv, který obveseluje bohy i Múzy samotné. Z bohů nejbližší jim je Apollón, ale ochraňovali je všichni, s výjimkou boha války Area, ten se k nim chová velice nerudně.
Pro nás je překvapivé, že oborem této Múzy je dějepisectví, chápané nyní jako věda. Staří Řekové však zastávali názor, že i historické dílo může mít literární hodnotu, být napsáno čtivě, hezky, uměleckou formou. Nevylučovali ani básnické zpracování.
Kleió bývá zobrazována jako sedící dívka se svitkem papyru v rukou.
Některé verze uvádějí, že jejím synem je Hyakinthos, oblíbenec boha Apollóna.

## Odraz v umění
- Jedna z nejlepších jejích soch, pravděpodobně římská kopie helenistického originálu (ze 3. stol. př. n. l.) je ve Vatikánském muzeu.
- Hérodotos z Halikarnéssu na její počest pojmenoval první knihu svých Dějin, pojednávající o vzestupu a pádu lýdského krále Kroisa a následném zrodu Perské říše.